# Erbach (Donau)

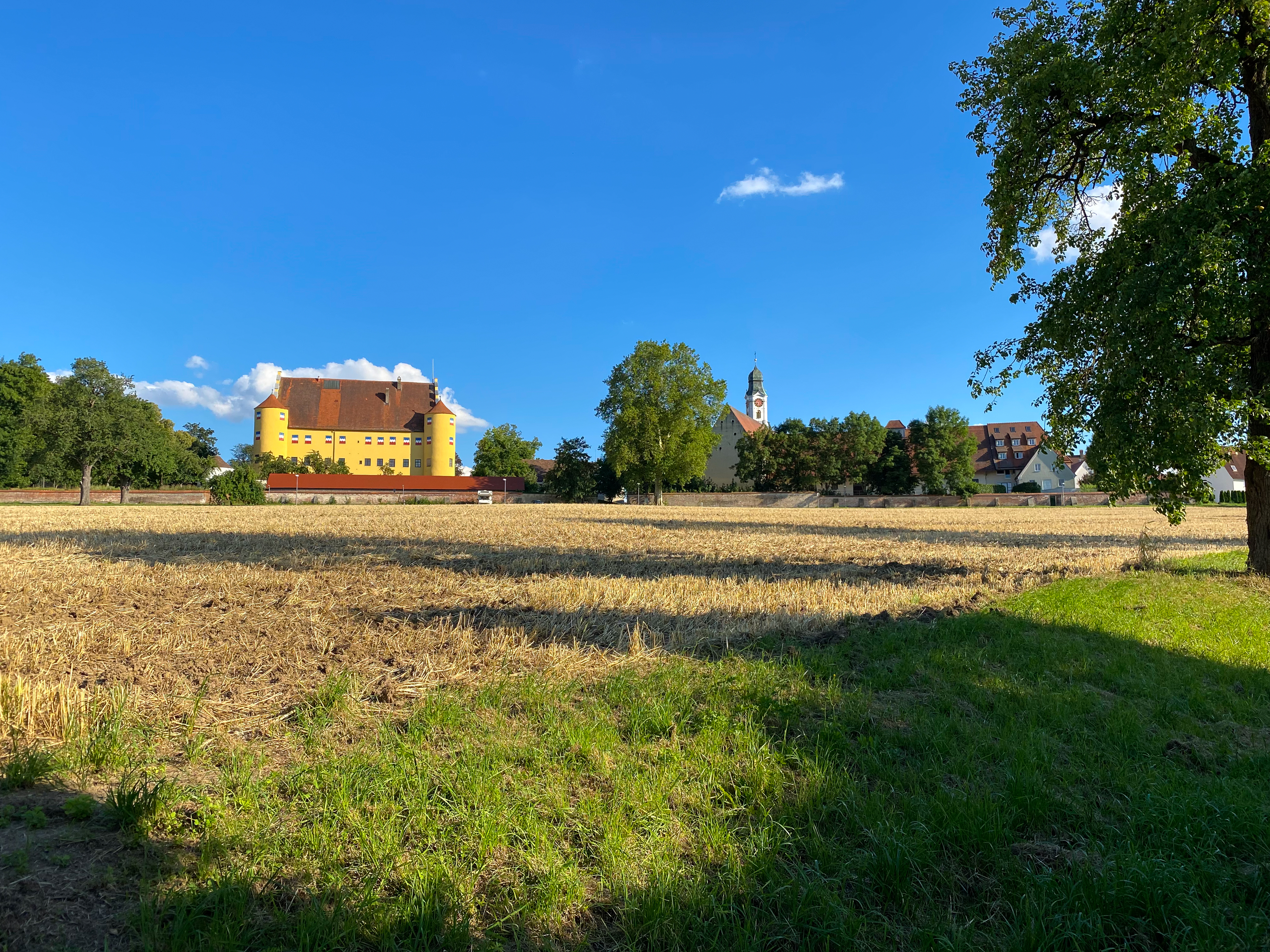
Schloss Erbach und Pfarrkirche St. Martinus

Erbach ist eine Kleinstadt im baden-württembergischen Alb-Donau-Kreis in Deutschland.

## Geographie

### Lage
Erbach liegt am Südostrand des Hochsträß, einem Teil der Schwäbischen Alb, zwischen Ulm im Nordosten und Ehingen im West-Südwesten. Die Stadt befindet sich nahe dem linken bzw. nördlichen Ufer der Donau, von der sie durch viele kleine Stillgewässer getrennt ist. Der südlich der Donau gelegene Stadtteil Dellmensingen befindet sich an der Mündung der Schmiehe in die von Süden kommende Rot, die nördlich der Ortschaft in die von Südwesten kommende Donau mündet. Der ebenfalls südlich der Donau gelegene Stadtteil Ersingen liegt nahe der Rißmündung in die Donau. Der vom Stadtteil Bach kommende Erlenbach fließt mitten durch Erbach und mündet nahe der Kläranlage in den nicht kanalisierten Teil der Donau.

### Nachbargemeinden
Die Stadt grenzt im Norden und Osten an die Stadt Ulm, im Süden an Hüttisheim sowie Achstetten im Landkreis Biberach, im Südwesten an Oberdischingen, im Westen an Altheim (bei Ehingen) und im Nordwesten an die Städte Schelklingen und Blaubeuren.

### Gemeindegliederung
Zu Erbach gehören neben der Kernstadt mit den Wohnplätzen Riedmühle und Burren sowie dem Weiler Wernau die Stadtteile Bach, Dellmensingen, Donaurieden, Ersingen und Ringingen.
In Dellmensingen befand sich die heute nicht mehr existente Wasserburg Dellmensingen, und in Wernau die ehemalige Burg Wernau.

### Schutzgebiete
Die Donauaue wurde auf dem Erbacher Gebiet größtenteils als Landschaftsschutzgebiet Erbach ausgewiesen. Die Gemeinde hat überdies Anteile am FFH-Gebiet Donau zwischen Munderkingen und Ulm und nördliche Iller.

## Geschichte

### Siedlungsbeginn und Ortsgründung
Siedlungsüberreste aus Jungsteinzeit und Bronzezeit belegen eine frühe Besiedlung des Gebietes um Erbach. Zur Zeit der Kelten war die am Rand des Donautals aufragende Ortslage besiedelt. Dies belegt eine sogenannte Viereckschanze und ein 1972 beim Kiesbaggern gefundenes von Grünspan überzogenes Bronzeschwert, welches wohl um 600 v. Chr. geschmiedet wurde. Grabhügel beweisen, dass sich die damaligen Landherren edlen Schmuck aus Gold, Silber und Edelsteinen aus dem Mittelmeerraum leisteten. Die Römer drangen erst verhältnismäßig spät in das waldreiche und unerschlossene Gebiet vor. 1887 wurden an der unteren Halde Reste eines römischen Gebäudes ausgegraben. Die dort gefundenen Gegenstände wurden während des Zweiten Weltkriegs, in Kisten verpackt, nach Ludwigsburg verfrachtet. Der 1384 urkundlich erwähnte ture zu Elerbach bezeichnete den einstigen römischen Turm auf dem Schlossberg.

### Mittelalter
Bereits zur Zeit der Merowinger war das spätere Erbach Sitz einer Urpfarrei. In der Gründungsurkunde des Klosters St. Georgen von 1083 wird ein Fridericus de Helribach als Zeuge aufgeführt, der vermutlich aus dem heutigen Erbach stammte. Die Pfarrei Irlebach wurde erstmals im Jahr 1275 im Liber decimationis des Bistums Konstanz urkundlich erwähnt.

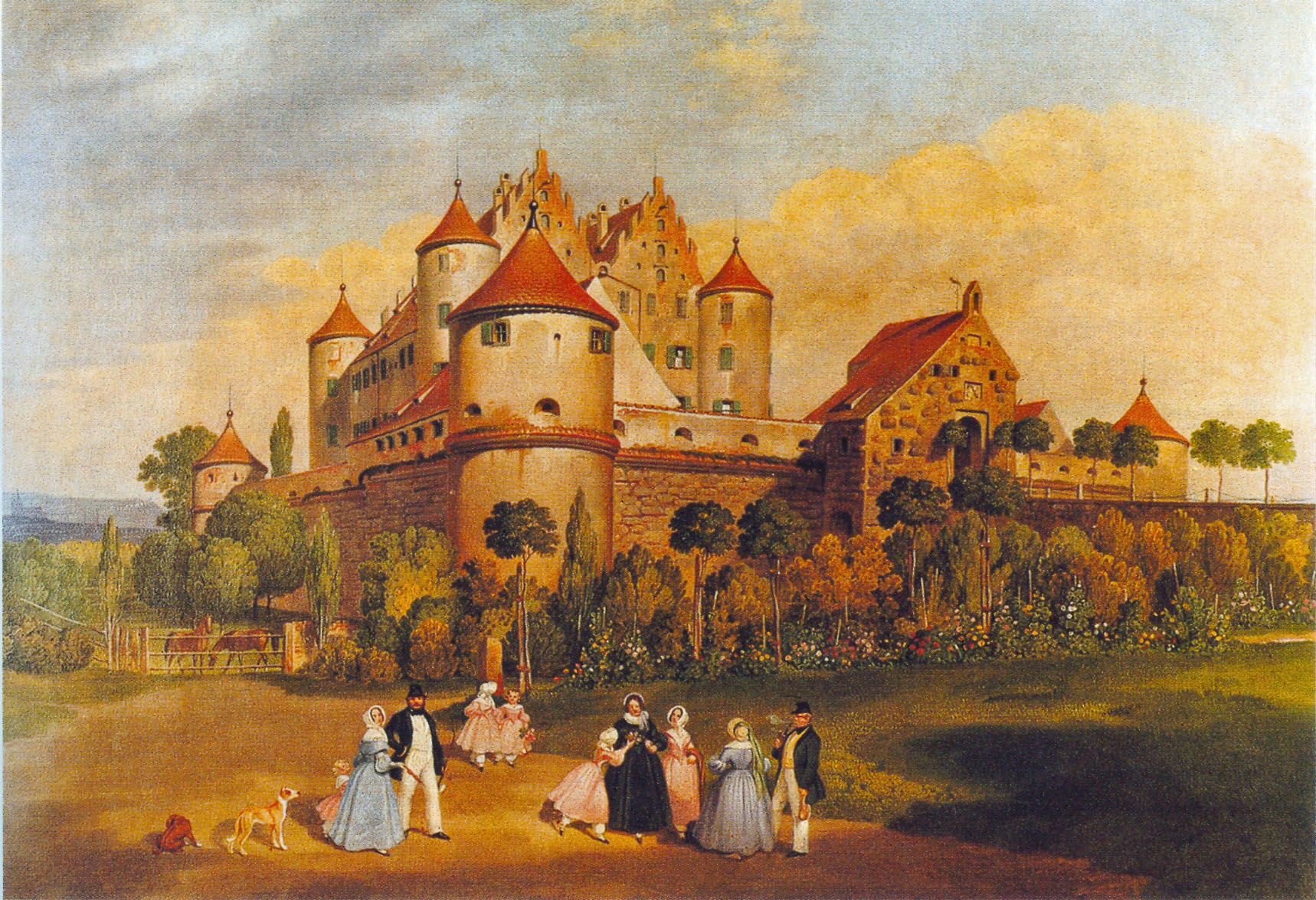
Schloss Erbach 1844

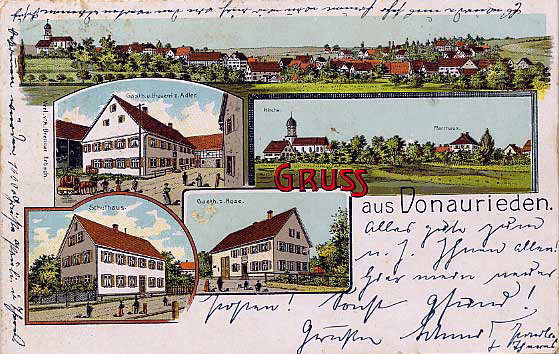
Donaurieden um 1900

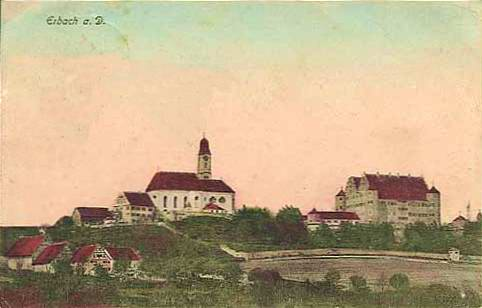
Erbach um 1920

Zur Zeit Karls des Großen befand sich in Erbach eine dem gallischen Heiligen Martin von Tours geweihte Urpfarrei. Diese betreute das Umland mit 14 Kaplaneien. Wie andernorts vereinigten sich weltliche und kirchliche Macht auf dem Burgberg.
Während des Hochmittelalter lag Erbach im Gebiet des Herzogtums Schwaben und war Lehen der Grafen von Berg-Schelklingen. 1345 fiel Erbach an die Territorien der Habsburger in Vorderösterreich. Die Habsburger vergaben die Herrschaft am Ort an wechselnde Adelsfamilien zu Lehen, darunter zum Beispiel den Herren von Ellerbach, den Lochen und Stadion, 1348 den Stein, 1400 den Schenk, und im weiteren Verlauf des 15. Jahrhunderts den Villenbach und Westernach. 1388 kaufte Herzog Georg der Reiche die Ortsherrschaft, die Kaiser Maximilian nach dem Landshuter Erbfolgekrieg als erledigtes Lehen zurücknahm und die Ortsherrschaft mehrmals verpfändete.

### Frühe Neuzeit
1535 erhielt Hans von Baumgarten die Ortsherrschaft als Lehen, der 1550 bis 1552 das Schloss Erbach erbaute. 1622 kam das Lehen mit Hans Ludwig von Ulm an die Reichsfreiherren von Ulm-Erbach. Zur Wiederbelebung der Landwirtschaft bemühte sich die Ortsherrschaft nach den Pest- und Kriegszeiten für die vielen Witwen um den Zuzug junger und kräftiger Männer aus Vorarlberg. Im 18. Jahrhundert war Erbach Bestandteil der vorderösterreichischen Markgrafschaft Burgau.

### Württembergische Zeit
Mit dem Frieden von Preßburg gelangte Erbach durch die Mediatisierung zunächst an das Königreich Bayern und mit dem Grenzvertrag zwischen Bayern und Württemberg 1810 an das Königreich Württemberg, welches den Ort dem Oberamt Ehingen unterstellte. 1850 erfolgte mit der Eröffnung der Südbahn von Ulm nach Friedrichshafen der Anschluss an das Schienennetz der Württembergischen Staatsbahn. 1938 kam Erbach durch die Gebietsreform während der NS-Zeit in Württemberg zum Landkreis Ulm. 1945 wurde der Ort zusammen mit Dellmensingen Teil der Amerikanischen Besatzungszone und erfuhr somit 1947 die Zuordnung zum neu gegründeten Land Württemberg-Baden, welches 1952 im Land Baden-Württemberg aufging. Die restlichen Stadtteile wurden Teil der französischen Besatzungszone und damit auch Teil vom neuen Land Württemberg-Hohenzollern.

### Eingemeindungen und Kreisreform
Im Zuge der Gemeindegebietsreform in Baden-Württemberg wurden am 1. Januar 1972 die Gemeinde Ringingen sowie am 1. Juli 1974 die Gemeinden Bach, Dellmensingen, Donaurieden und Ersingen eingemeindet. Bei der 1973 durchgeführten Kreisreform wurde Erbach in den Alb-Donau-Kreis eingegliedert.

### Stadtrecht
Das Stadtrecht erhielt Erbach am 1. August 2002.

## Politik

### Gemeinderat
Der Gemeinderat besteht aus den gewählten ehrenamtlichen Gemeinderäten und dem Bürgermeister als Vorsitzendem. Der Bürgermeister ist im Gemeinderat stimmberechtigt. In Erbach wird der Gemeinderat nach dem Verfahren der unechten Teilortswahl gewählt. Dabei kann sich die Zahl der Gemeinderäte durch Überhangmandate verändern. Die Kommunalwahl am 9. Juni 2024 führte zu folgendem amtlichen Endergebnis:
| Parteien und Wählergemeinschaften | Parteien und Wählergemeinschaften           | % 2024 | Sitze 2024 |        | % 2019 | Sitze 2019 | Kommunalwahl 2024Wahlbeteiligung: 63,4 % (2014: 61,7 %) %403020100 36,9 %39,3 %11,2 %9,6 %n. k. %2,9 % CDUFWGrüneSPDBLEin Herz für ErbachGewinne und Verlusteim Vergleich zu 2019 %p 6 4 2 0 −2 −4 −6 −8−10+0,7 %p+6,0 %p−8,4 %p−0,3 %p−1 %p+2,9 %pCDUFWGrüneSPDBLEin Herz für Erbach |
| FW                                | Freie Wähler                                | 39,3   | 9          | 34,3   | 8      |            | Kommunalwahl 2024Wahlbeteiligung: 63,4 % (2014: 61,7 %) %403020100 36,9 %39,3 %11,2 %9,6 %n. k. %2,9 % CDUFWGrüneSPDBLEin Herz für ErbachGewinne und Verlusteim Vergleich zu 2019 %p 6 4 2 0 −2 −4 −6 −8−10+0,7 %p+6,0 %p−8,4 %p−0,3 %p−1 %p+2,9 %pCDUFWGrüneSPDBLEin Herz für Erbach |
| CDU                               | Christlich Demokratische Union Deutschlands | 36,9   | 8          | 36,2   | 9      |            | Kommunalwahl 2024Wahlbeteiligung: 63,4 % (2014: 61,7 %) %403020100 36,9 %39,3 %11,2 %9,6 %n. k. %2,9 % CDUFWGrüneSPDBLEin Herz für ErbachGewinne und Verlusteim Vergleich zu 2019 %p 6 4 2 0 −2 −4 −6 −8−10+0,7 %p+6,0 %p−8,4 %p−0,3 %p−1 %p+2,9 %pCDUFWGrüneSPDBLEin Herz für Erbach |
| GRÜNE                             | Bündnis 90/Die Grünen                       | 11,2   | 3          | 19,6   | 5      |            | Kommunalwahl 2024Wahlbeteiligung: 63,4 % (2014: 61,7 %) %403020100 36,9 %39,3 %11,2 %9,6 %n. k. %2,9 % CDUFWGrüneSPDBLEin Herz für ErbachGewinne und Verlusteim Vergleich zu 2019 %p 6 4 2 0 −2 −4 −6 −8−10+0,7 %p+6,0 %p−8,4 %p−0,3 %p−1 %p+2,9 %pCDUFWGrüneSPDBLEin Herz für Erbach |
| SPD                               | Sozialdemokratische Partei Deutschlands     | 9,6    | 2          | 9,9    | 2      |            | Kommunalwahl 2024Wahlbeteiligung: 63,4 % (2014: 61,7 %) %403020100 36,9 %39,3 %11,2 %9,6 %n. k. %2,9 % CDUFWGrüneSPDBLEin Herz für ErbachGewinne und Verlusteim Vergleich zu 2019 %p 6 4 2 0 −2 −4 −6 −8−10+0,7 %p+6,0 %p−8,4 %p−0,3 %p−1 %p+2,9 %pCDUFWGrüneSPDBLEin Herz für Erbach |
|                                   | Ein Herz für Erbach                         | 2,9    | 1          | –      | –      |            | Kommunalwahl 2024Wahlbeteiligung: 63,4 % (2014: 61,7 %) %403020100 36,9 %39,3 %11,2 %9,6 %n. k. %2,9 % CDUFWGrüneSPDBLEin Herz für ErbachGewinne und Verlusteim Vergleich zu 2019 %p 6 4 2 0 −2 −4 −6 −8−10+0,7 %p+6,0 %p−8,4 %p−0,3 %p−1 %p+2,9 %pCDUFWGrüneSPDBLEin Herz für Erbach |
| BL                                | Bürgerliste Bach                            | –      | –          | 1,0    | –      |            | Kommunalwahl 2024Wahlbeteiligung: 63,4 % (2014: 61,7 %) %403020100 36,9 %39,3 %11,2 %9,6 %n. k. %2,9 % CDUFWGrüneSPDBLEin Herz für ErbachGewinne und Verlusteim Vergleich zu 2019 %p 6 4 2 0 −2 −4 −6 −8−10+0,7 %p+6,0 %p−8,4 %p−0,3 %p−1 %p+2,9 %pCDUFWGrüneSPDBLEin Herz für Erbach |
| Gesamt                            | Gesamt                                      | 100    | 24         | 100    | 22     |            | Kommunalwahl 2024Wahlbeteiligung: 63,4 % (2014: 61,7 %) %403020100 36,9 %39,3 %11,2 %9,6 %n. k. %2,9 % CDUFWGrüneSPDBLEin Herz für ErbachGewinne und Verlusteim Vergleich zu 2019 %p 6 4 2 0 −2 −4 −6 −8−10+0,7 %p+6,0 %p−8,4 %p−0,3 %p−1 %p+2,9 %pCDUFWGrüneSPDBLEin Herz für Erbach |
| Wahlbeteiligung                   | Wahlbeteiligung                             | 63,4 % | 63,4 %     | 61,7 % | 61,7 % |            | Kommunalwahl 2024Wahlbeteiligung: 63,4 % (2014: 61,7 %) %403020100 36,9 %39,3 %11,2 %9,6 %n. k. %2,9 % CDUFWGrüneSPDBLEin Herz für ErbachGewinne und Verlusteim Vergleich zu 2019 %p 6 4 2 0 −2 −4 −6 −8−10+0,7 %p+6,0 %p−8,4 %p−0,3 %p−1 %p+2,9 %pCDUFWGrüneSPDBLEin Herz für Erbach |

### Bürgermeister
Der Bürgermeister wird für eine Amtszeit von acht Jahren gewählt. Die Amtszeit von Paul Roth endete am 26. November 2010. Sein Nachfolger ist Achim Gaus (parteilos), der am 24. Oktober 2010 im zweiten Wahlgang gewählt wurde und sein Amt am 1. Januar 2011 angetreten hat. Bei der Bürgermeisterwahl 7. Oktober 2018 wurde er mit 63,0 Prozent der gültigen Stimmen bei einer Wahlbeteiligung von 45,9 % im Amt bestätigt. Sein Mitbewerber Wolfgang Schrade (parteilos), erhielt 36,6 Prozent.

### Wappen und Flaggen
|  |  |
|  |  |

| | Blasonierung: „Geteilt von Gold über Rot, ein steigender Löwe in verwechselten Farben.“ |
| Wappenbegründung: Bereits seit dem 16. Jahrhundert wird das heute von der Stadt geführte Wappen auf den Siegeln des Marktes Erbach nachgewiesen. Nach einem Abdruck des Erbacher Marktsiegels von 1719, gefertigt mit einem Siegelstock, der seinem Stil nach schon aus der Zeit um 1660 stammt, zeigt das Wappen den steigenden Löwen in einem Gold über Rot geteilten Schild in verwechselten Farben. Erbach verfügt also als eine der wenigen Gemeinden des Landkreises über ein außergewöhnlich altes Ortswappen, doch besteht über die Herkunft des Symbols keine absolute Klarheit. Stadtwappen und Bannerflagge wurden am 12. November 1981 vom Landratsamt Alb-Donau-Kreis in Ulm genehmigt. |                                                                                         |

### Städtepartnerschaften
Seit 1981 besteht eine Städtepartnerschaft mit Wolkersdorf im Weinviertel in Österreich und seit 1982 mit Thorigny-sur-Marne in Frankreich.

## Verkehr
Erbach liegt an der Bundesstraße 311 zwischen Ulm und Ehingen (Donau) und an der Strecke der Württembergischen Südbahn zwischen Ulm und Friedrichshafen. Die Stadt gehört dem Donau-Iller-Nahverkehrsverbund an, in deren Tarifgebiet auch die Südbahn zwischen Ulm und Bad Schussenried fällt. Es halten halbstündlich Züge der Regio-S-Bahn Donau-Iller in Richtung Ulm, Laupheim und Biberach. Weiterhin hat Erbach einen Sportflugplatz.
Durch eine Alltagsroute aus dem Radnetz Baden-Württemberg ist Erbach mit Ulm und in der anderen Richtung über den Ortsteil Niederrieden und über Oberdischingen und Öpfingen mit Ehingen an der Donau verbunden. Eine weitere Radnetz-Route führt von Ulm in den Erbacher Stadtteil Dellmensingen und weiter über Achstetten nach Laupheim. 
Durch Erbach führen drei Fernradwege: 
- Der Donauradweg führt von Donaueschingen über Passau, Wien und Budapest bis zur Mündung in das Schwarze Meer. Er wird ab Tuttlingen auch als EuroVelo-Route EV6 und zwischen Tuttlingen und Passau als D-Route 6 geführt.[10][11] Er verläuft durch den Ortsteil Ersingen und passiert die Kernstadt südöstlich der Bahnlinie.
- Der Donau-Bodensee-Radweg verbindet Ulm mit Kressbronn am Bodensee und führt dabei durch den Ortsteil Dellmensingen.
- Der Oberschwaben-Allgäu-Radweg ist eine Rundstrecke über Ulm und Tettnang und verläuft dabei von Oberdischingen kommend nördlich der Bundesstraße und der Alltagsroute nach Erbach und weiter nach Ulm über dessen Stadtteile Einsingen und Grimmelfingen.

## Kultur und Sehenswürdigkeiten

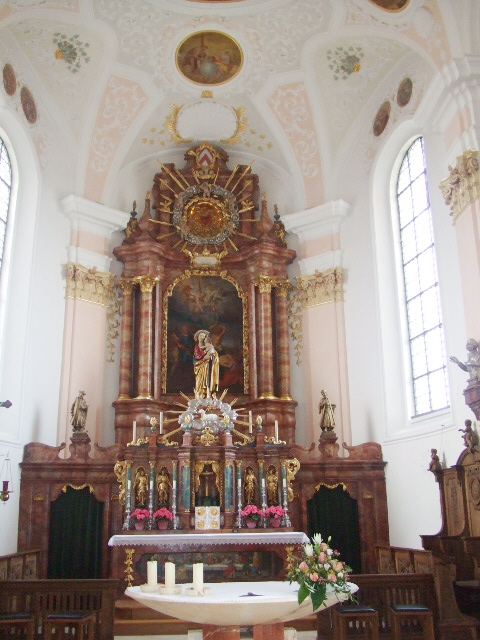
Hochaltar der Pfarrkirche im Ortsteil Dellmensingen

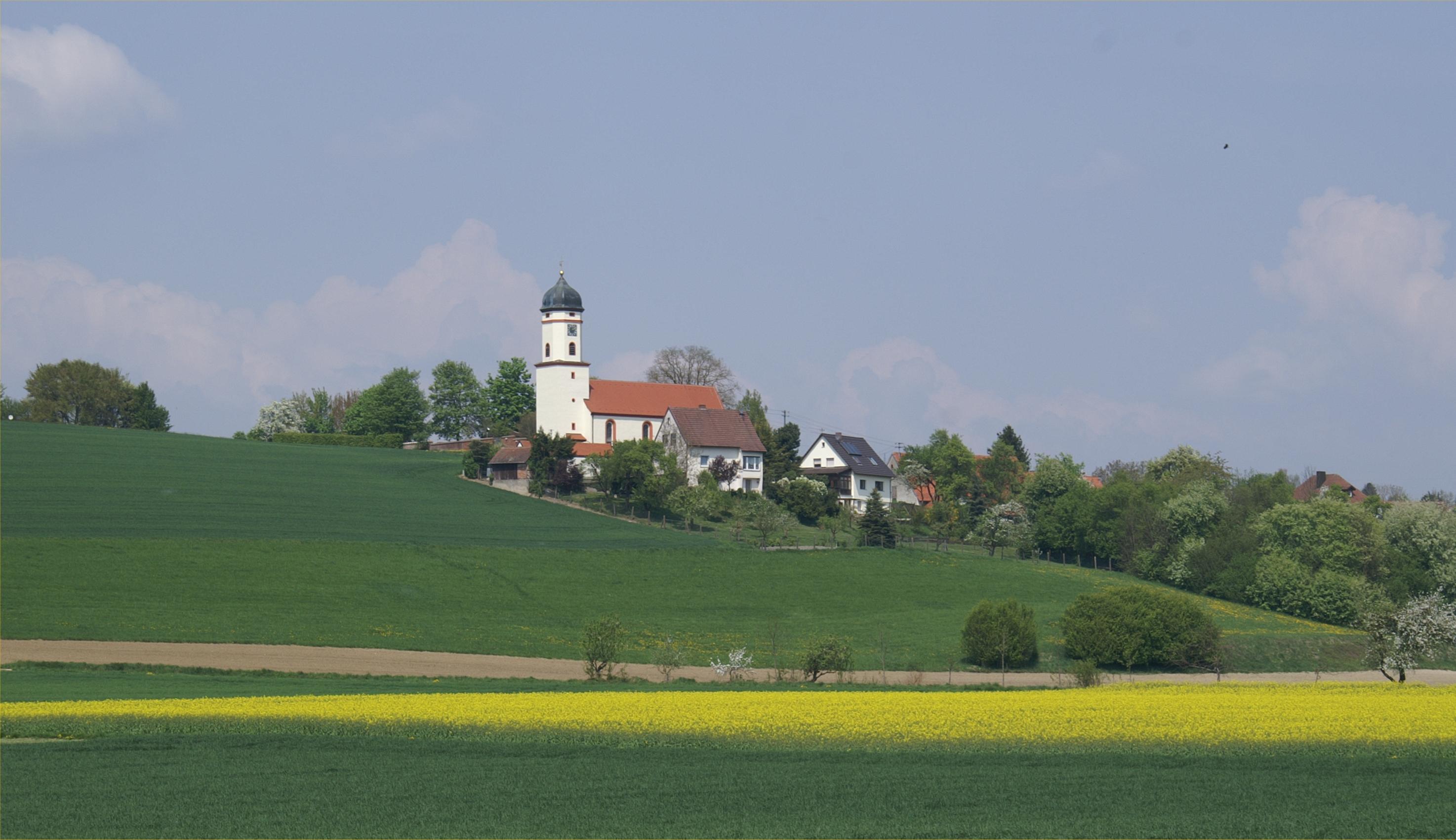
Donaurieden, Kirchenberg

Erbach liegt an der Oberschwäbischen Barockstraße sowie am Oberschwäbischen Jakobsweg, der von Ulm nach Konstanz verläuft.

### Bauwerke
- Das weithin sichtbare Wahrzeichen der Stadt ist das Renaissanceschloss Erbach aus dem frühen 16. Jahrhundert, mit Mauer und Graben umgeben. Das Schloss befindet sich im Besitz der Reichsfreiherren von Ulm zu Erbach. Darin befindet sich auch Heimatgeschichtliches, das auf Anfrage besichtigt werden kann.
- Gleich neben dem Schloss liegt die barocke Pfarrkirche St. Martinus aus dem Jahr 1767, welche die Reichsfräulein von Ulm-Erbach stifteten, die in einem Klosterstift in Augsburg lebten. Ein romanisch-gotischer Vorgängerbau musste damals dem Neubau weichen. Ein sogenannter Ölberg, der sich in einem eigenen Schrein vor der Kirche befindet, wird bei hohen Feiertagen geöffnet. Von der Kirche aus bietet sich ein Ausblick weit übers ganze Land.
- Zum Friedhof, der separat gegenüber der Kirche liegt, gehört eine alte Lourdesgrotte im hinteren Friedhofsmauernbereich, deren Vorbild die Grotte in Lourdes/Frankreich ist.
- Das sogenannte Grubänkle, eine kleine Kapelle an der alten Landstraße Richtung Donaurieden, diente früher vorbeifahrenden Händlern als Verschnaufstätte und fürs Gebet und ist noch heute Anlaufstation bei Prozessionen.
- Barocke Pfarrkirche St. Kosmas und Damian im Stadtteil Dellmensingen, erbaut 1711/1712 von Christian Wiedeman
- Kirche St. Michael, Donaurieden
- Kirche St. Nikolaus, Bach
- Pfarrkirche St. Franziskus in Ersingen

### Kulturelle Angebote
Neben einer Musikschule gibt es in Erbach auch eine stadteigene Bücherei sowie einen Treff für Senioren und einen Jugendtreff. Im Schloss Erbach befindet sich auch die Spielstätte des Schloss Theater Erbachs.

### Freizeit
Die Stadt Erbach bietet verschiedene Möglichkeiten zur Freizeitgestaltung:
- Vereine in unterschiedlichen Bereichen
- Badeseen in Erbach und Ersingen, die über sanitäre Anlagen, Kioskbetrieb, Spielplätze und Nichtschwimmerbereiche verfügen
- Badeseen in Erbach, Donaurieden und Ersingen
- Spielplätze
- Donauradweg
- Oberschwäbischer Jakobsweg
- Nähe zur Schwäbischen Alb (Bsp. Wandertouren)

## Persönlichkeiten

### Söhne und Töchter der Stadt
- Franz Ignaz Albert von Werdenstein (1697–1766), geboren in Dellmensingen, Generalvikar und Weihbischof von Freising
- Carl von Ulm zu Erbach (1725–1781), vorderösterreichischer Regierungspräsident in Freiburg
- Maximilian Marquard von Ulm-Erbach-Mittelbiberach (1802–1864), Rittergutsbesitzer und Abgeordneter in der Zweiten Kammer des Württembergischen Landtags
- Joseph von Egle (1818–1899), geboren in Dellmensingen, Architekt, Erbauer des Polytechnikums und der Marienkirche in Stuttgart
- Anton Laupheimer (1848–1927), Genremaler
- Gustav Adolf Wayss (1851–1917), Bauingenieur und Pionier des Eisen- und Stahlbetonbaus
- Maria Freudenreich (1860–1914), Restauratorin für Kirchengemälde und Porträtistin
- Theo Hupfauer (1906–1993), geboren in Dellmensingen, hoher Funktionsträger im Nationalsozialismus und Reichsarbeitsminister im Kabinett Goebbels
- Anton Steinle (1912–1991), geboren in Donaurieden, politischer Beamter
- Anton Hafner (1918–1944), hochdekorierter Jagdflieger im Zweiten Weltkrieg
- Heinz Glässgen (* 1943), Journalist und Intendant von Radio Bremen
- Karl-Heinz Rueß (* 1954), Historiker und Archivar
- Wolf-Dietrich Hammann (* 1955), Jurist, Ministerialdirektor in Stuttgart und ehemaliger Polizeipräsident Baden-Württembergs